# Archezoa

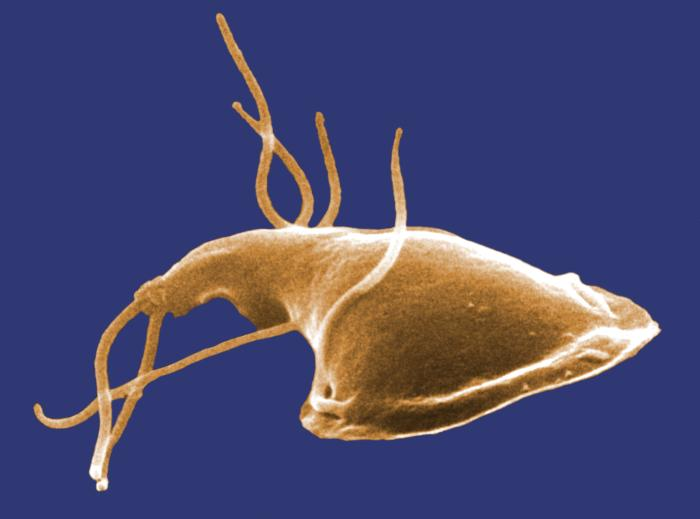
Giardia, parásito flagelado amitocondriado.

Archezoa es un taxón propuesto por Thomas Cavalier-Smith en 1983 con nivel de reino para incluir a una serie de protozoos unicelulares anaerobios carentes de mitocondrias, carencia que se suponía de forma primaria. Suele castellanizarse como arquezoos.
Las mitocondrias son orgánulos que se incorporaron a la célula eucariota por endosimbiosis. Cavalier-Smith postuló que algunos grupos representaban un estadio primariamente amitocondriado (carentes de mitocondrias), que eran descendientes aislados de eucariontes anteriores a la simbiosis mitocondrial. Hoy se sabe que su ausencia en algunos grupos habría sido considerada resultado de reducción evolutiva por parasitismo, es decir, una ausencia secundaria. 
Cavalier-Smith incluyó cuatro grupos de protistas en este concepto:
1. Archamoebae incl. Pelobionta y Mastigamoebae
2. Metamonada incl. Diplomonadida, Oxymonadida y Retortamonadida
3. Parabasalia
4. Microsporidia

Dado que nada puede enseñarnos tanto en biología como la comparación de los grupos ya conocidos con otros muy divergentes, los grupos mencionados se convirtieron en blanco de numerosos proyectos de investigación. Los estudios condujeron a rebatir el concepto, demostrando cada uno de los casos que la ausencia de mitocondrias es efecto de una pérdida secundaria. Con todo ello la filogenia de los eucariontes y su clasificación han avanzado extraordinariamente, haciendo del fracaso de tan sugestivo concepto uno de los mayores éxitos de la historia reciente de la biología.